# Pomněnice
Pomněnice je část okresního města Benešov. Nachází se na severozápadě Benešova. Pomněnice leží v katastrálním území Benešov u Prahy o výměře 40,24 km².

## Historie
První písemná zmínka o vesnici pochází z roku 1318.
Za druhé světové války se tehdejší ves stala součástí vojenského cvičiště Zbraní SS Benešov a její obyvatelé se museli 31. prosince 1943 vystěhovat.
V letech 1869–1950 byla vesnice součástí obce Konopiště a od roku 1961 se stala součástí města Benešov.

## Obyvatelstvo
| Rok            | 1869 | 1880 | 1890 | 1900 | 1910 | 1921 | 1930 | 1950 | 1961 | 1970 | 1980 | 1991 | 2001 | 2011 | 2021 |
| -------------- | ---- | ---- | ---- | ---- | ---- | ---- | ---- | ---- | ---- | ---- | ---- | ---- | ---- | ---- | ---- |
| Počet obyvatel | 117  | 129  | 146  | 181  | 133  | 156  | 195  | 310  | 105  | 89   | 83   | 100  | 92   | 76   | 63   |
| Počet domů     | 6    | 7    | 8    | 7    | 9    | 9    | 18   | 57   | 57   | 8    | 12   | 18   | 20   | 18   | 18   |

## Galerie

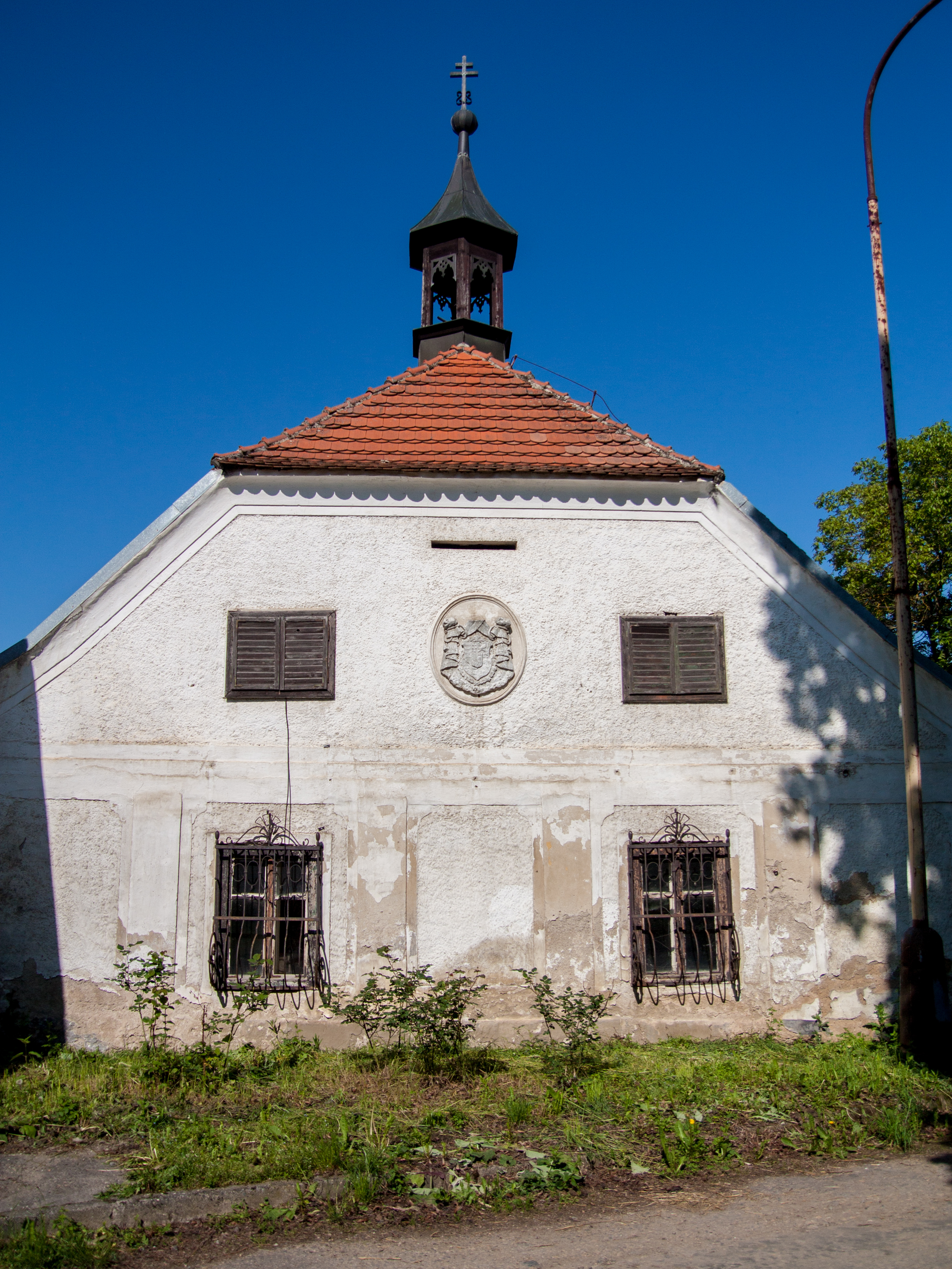
Fasáda usedlosti
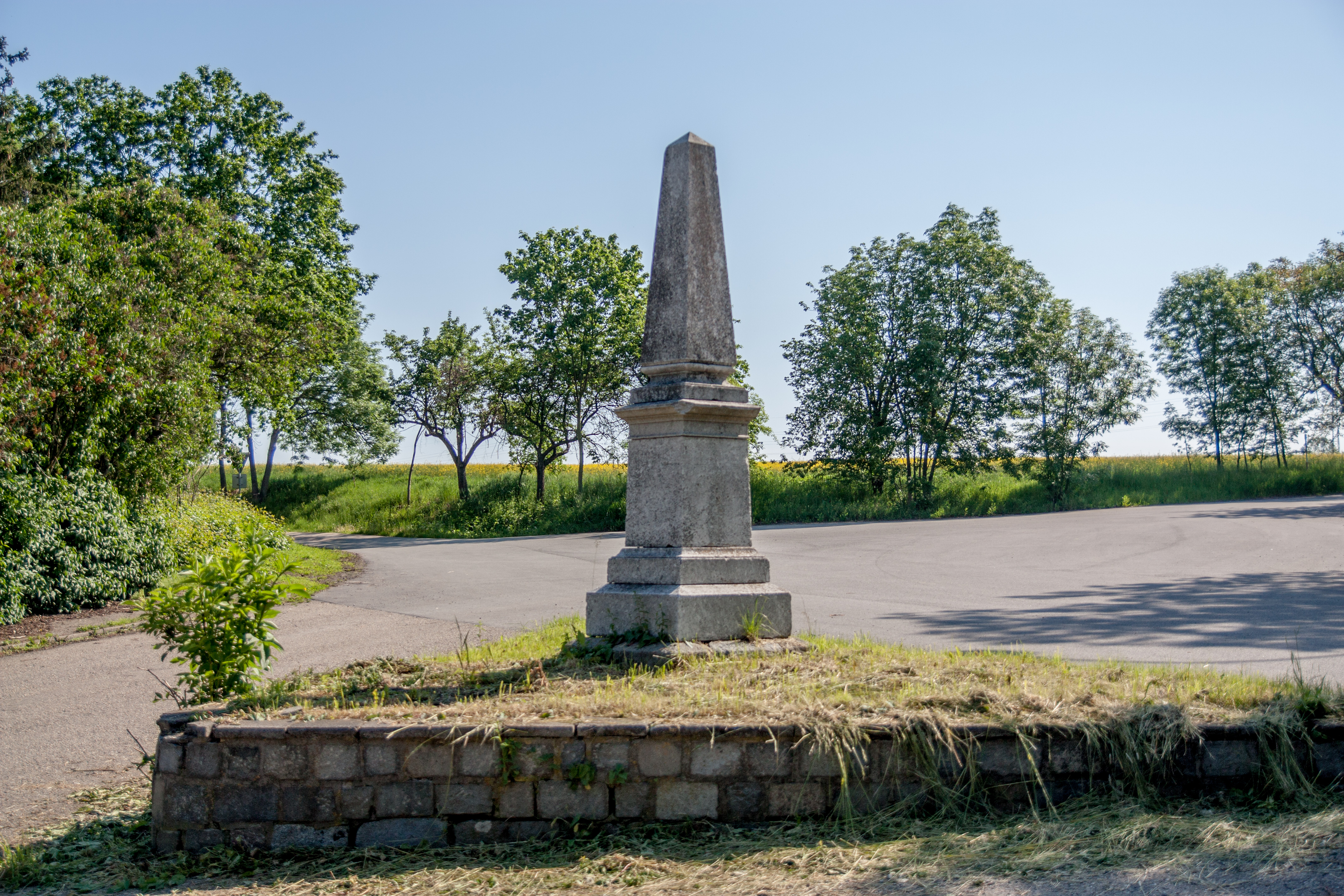
Obelisk